# Cynorta huanuco
Cynorta huanuco is een hooiwagen uit de familie Cosmetidae.